# Luigi Bilio
Luigi Maria Bilio, B. (25 de março de 1826 - 30 de janeiro de 1884), foi um Cardeal da Igreja Católica Romana que, entre outros cargos, foi Secretário da Suprema e Sacra Congregação do Santo Ofício.

## Biografia
Bilio nasceu em Alessandria, Piemonte, Itália. Ingressou nos Clérigos Regulares de São Paulo (Barnabitas) quando tinha 14 anos e professou os votos religiosos em Gênova em 1842. Ele foi ordenado em 1849 em Vercelli.
Após sua ordenação, Bilio serviu como professor de grego e filosofia no Collegio Ducale em Parma; e em Nápoles. Ele foi professor de filosofia, teologia e direito canônico em Roma. Foi eleito Superior Geral Adjunto da Ordem. Bilio mais tarde trabalhou como consultor para a Congregação da Inquisição a partir de 1864 e para a Congregação do Índice a partir de 1865. Teve um papel importante na preparação do Sílabo dos erros e da encíclica Quanta cura do Papa Pio IX.
Bilio foi nomeado cardeal sacerdote, com a igreja titular de San Lorenzo in Panisperna pelo Papa Pio IX no consistório de 22 de junho de 1866. Ele participou do Concílio Vaticano I de 1869 a 1870.
Biglio foi promovido à categoria de cardeal bispo e à sé de Sabina no subúrbio, em 22 de dezembro de 1873. Foi consagrado bispo em 12 de janeiro do ano seguinte pelo Papa Pio IX. Foi nomeado prefeito da Sagrada Congregação dos Ritos em 20 de dezembro de 1876.
Biglio foi nomeado para o papado durante o conclave de 1878, mas recebeu apenas alguns votos. O conclave elegeu Gioachino Pecci, que assumiu o trono papal como Papa Leão XIII. Biglio logo foi nomeado Prefeito da Sagrada Congregação das Indulgências e Relíquias pelo Papa Leão em 1878. O Papa Leão também o nomeou para servir na Penitenciária Apostólica em 18 de outubro de 1877, cargo que ocupou até sua morte. Ele também serviu como Secretário do Santo Ofício de janeiro de 1883 até sua morte um ano depois.
Biglio morreu em janeiro de 1884, seu corpo jazia em estado na Igreja de Santi Biagio e Carlo ai Catinari em Roma e foi sepultado na cripta de sua Ordem no cemitério de Campo Verano.